# Reliance (Wyoming)
Reliance is een plaats (census-designated place) in de Amerikaanse staat Wyoming, en valt bestuurlijk gezien onder Sweetwater County.

## Demografie
Bij de volkstelling in 2000 werd het aantal inwoners vastgesteld op 665.

## Geografie
Volgens het United States Census Bureau beslaat de plaats een oppervlakte van 24,7 km², geheel bestaande uit land. Reliance ligt op ongeveer 1990 m boven zeeniveau.

## Plaatsen in de nabije omgeving
De onderstaande figuur toont nabijgelegen plaatsen in een straal van 88 km rond Reliance.